# Hubert Temming
Hubert Temming (* 9. März 1901; † 1958) war ein deutscher Schauspieler. 

## Leben
Über das Leben von Hubert Temming sind nur lückenhafte Informationen vorhanden. Bekannt sind nur die schauspielerischen Mitwirkungen innerhalb von fünf Jahren in Filmen der DEFA und des Deutschen Fernsehfunks. Da sich im Archiv der Reichskulturkammer personenbezogene Unterlagen über ihn befinden, ist davon auszugehen, dass er bereits nach 1933 als Künstler registriert war.
Hubert Temming starb 1958 im Alter von 56 Jahren.

## Filmografie
- 1953: Geheimakten Solvay
- 1953: Die Geschichte vom kleinen Muck
- 1954: Pole Poppenspäler
- 1955: Wer seine Frau lieb hat …
- 1955: Hotelboy Ed Martin
- 1955: Ernst Thälmann – Führer seiner Klasse
- 1957: Der Fackelträger
- 1958: Der Prozeß wird vertagt